# بخش مرکزی شهرستان ساوه
بخش مرکزی شهرستان ساوه یکی از دو بخش شهرستان ساوه در استان مرکزی ایران است.

## دهستان‌ها
دهستان‌های بخش مرکزی:
- دهستان طراز ناهید
- دهستان قره‌چای
- دهستان نورعلی بیک
- دهستان شاهسونکندی

نقاط شهری: ساوه، آوه

## جمعیت
بنابر سرشماری مرکز آمار ایران، جمعیت بخش مرکزی شهرستان ساوه در سال ۱۳۹۵ شمسی ۲۵۹٬۳۵۴ نفر و در سال ۱۳۸۵ برابر با ۲۱۶۹۹۶ نفر بوده است.